# QSO B1409+524
QSO B1409+524 是一個位在牧夫座 的類星體。

## 外部連結
- www.jb.man.ac.uk/atlas/（页面存档备份，存于）
- Simbad